# Lill-Orratjärnen
Lill-Orratjärnen är en sjö i Örnsköldsviks kommun i Ångermanland och ingår i Nätraåns huvudavrinningsområde. Sjön har en area på 0,0151 kvadratkilometer och ligger 258 meter över havet.

## Delavrinningsområde
Lill-Orratjärnen ingår i det delavrinningsområde (703342-160213) som SMHI kallar för Utloppet av Lill-Orratjärnen. Medelhöjden är 271 meter över havet och ytan är 0,11 kvadratkilometer. Det finns inga avrinningsområden uppströms utan avrinningsområdet är högsta punkten. Vattendraget som avvattnar avrinningsområdet har biflödesordning 3, vilket innebär att vattnet flödar genom totalt 3 vattendrag innan det når havet efter 69 kilometer. Avrinningsområdet består mestadels av skog (99 procent).